# L'homme est la mesure de toute chose
« L'homme est la mesure de toute chose » (en grec ancien : πάντων χρημάτων μέτρον ἐστὶν ἄνθρωπος / pántōn chrēmátōn métron estìn ánthrōpos) est une locution philosophique attribuée à Protagoras. Popularisée par Platon dans le Théétète et le Cratyle, elle énonce le principe fondamental du relativisme, selon lequel rien n'existe indépendamment de celui qui le perçoit, c'est-à-dire que rien n'a de réalité objective, extérieure au sujet. Cela conduit donc à l'adoption d'une position philosophique au moins partiellement antiréaliste, le monde ne pouvant alors être connu qu'en tant que perception du sujet.

## Origine
Protagoras est l'un des grands sophistes de l'Antiquité grecque. Il soutient que l'homme est la mesure de toute chose. Quoiqu'interprétée postérieurement comme le fondement du relativisme, cette phrase a parfois été interprétée dans le cadre de la considération politique de Protagoras : soutenir que l'homme est la mesure de toute chose, c'est affirmer que l'homme en général, le membre de la Cité, est doté d'un sens commun et peut juger par lui-même.
La phrase de Protagoras est popularisée par Platon, qui l'utilise dans le Théétète et le Cratyle en rappelant qu'elle provient de Protagoras. Platon cherche, contre le relativisme de Protagoras et la doctrine du mobilisme universel d'Héraclite (selon laquelle on ne peut rien connaître de ce qui est perpétuellement en devenir), à fonder une philosophie qui découvre les idées abstraites, immuables, et universelles (la théorie des formes). 
Ainsi, dans le Théétète, Socrate tourne donc en dérision le précepte du sophiste, s'étonnant « qu’au commencement de sa Vérité il n’ait pas dit que le pourceau, le cynocéphale, ou quelque être encore plus bizarre, capable de sensation, est la mesure de toutes choses ». Participant de l'ironie socratique, cette réponse pousse dans ses retranchements la pensée du sophiste : si les perceptions sont le plus haut degré de connaissance dont soit capable l'homme, tout être en étant doté peut servir de mesure aux choses.

Cette réflexion rejoint celle développée dans le Ménon par Platon sur la différence entre science et opinion vraie : si vraie que puisse être une opinion, elle demeure l'émanation d'une subjectivité faillible, tandis que la science consiste en une suite de raisonnements qui seuls peuvent prétendre à former les idées immuables et universelles susmentionnées. La critique socratique de la doctrine de Protagoras consiste donc à faire remarquer que la perception faillible et subjective — qui conduit à l'opinion, et non à la science — n'est pas la seule voie vers la connaissance, avec la science objective comme alternative au relativisme, voire au solipsisme : 

« En effet les opinions vraies […] ne veulent guère demeurer longtemps, et elles s’échappent de l’âme de l’homme : en sorte qu’elles ne sont pas d’un grand prix, à moins qu’on ne les arrête en établissant entre elles le lien de la cause à l’effet. […] Ces opinions ainsi liées deviennent d’abord sciences, et alors demeurent stables. Voilà par où la science est plus précieuse que l’opinion vraie, et comment elle en diffère par l’enchaînement. »

## Postérité
Dans le Léviathan, Thomas Hobbes énonce que « les hommes mesurent non seulement les autres hommes, mais toutes les autres choses à partir d'eux-mêmes ; et, se trouvant eux-mêmes sujets à la peine et la lassitude de s'être mus, ils pensent que tout objet, las de se mouvoir, doit chercher le repos ». Hobbes souligne ici l'anthropomorphisme de la pensée humaine, qui attribue au monde les traits qu'elle trouve en l'homme : si un objet en mouvement se ralentit, ce n'est pas lié à une prétendue fatigue, dans une vision humaine des choses, mais aux frottements de l'air. Cette perspective se distingue donc nettement de celle de Protagoras, à laquelle elle n'est que marginalement liée : la première avance que la représentation du monde par l'homme est dictée par sa nature (anthropomorphisme), la seconde que la réalité elle-même n'existe que dans l'œil de l'observateur (relativisme).
Dans une conférence de 1933, Paul Valéry explique que la locution ne nie pas la réalité du monde : les choses ont bien une existence objective, mais qu’à la contingence du monde s’oppose la capacité immanente de l’esprit humain à s’approprier la variété infinie du réel grâce aux outils cognitifs qu’il a développés. Il précise que derrière chaque individu, à l’existence purement accidentelle, se dissimule une nature humaine universelle .

« […] Mesurer … n’est-ce point substituer à l’objet que nous mesurons le symbole d’un acte humain dont la simple répétition épuise cet objet ? Dire que l’homme est mesure des choses, c’est donc opposer à la diversité de nos instants, à la mobilité de nos impressions, et même à la particularité de notre individu, … un MOI qui la résume, la domine, la contient, comme la loi contient le cas particulier … »